# Boubers-sur-Canche

Boubers-sur-Canche este o comună în departamentul Pas-de-Calais, Franța. În 1 ianuarie 2022 avea o populație de 577 de locuitori.